# Ahmet Kireççi
Ahmet Kireççi (Mersin, Mersin, 27 de outubro de 1914 — Mersin, Mersin, 17 de agosto de 1979) foi um lutador de luta greco-romana/luta livre turco.

## Carreira
Foi vencedor da medalha de ouro na categoria de mais de 87 kg em Londres 1948.
Foi vencedor da medalha de bronze na categoria de 72-79 kg em Berlim 1936.